# Hamburger Straße (Bremen)

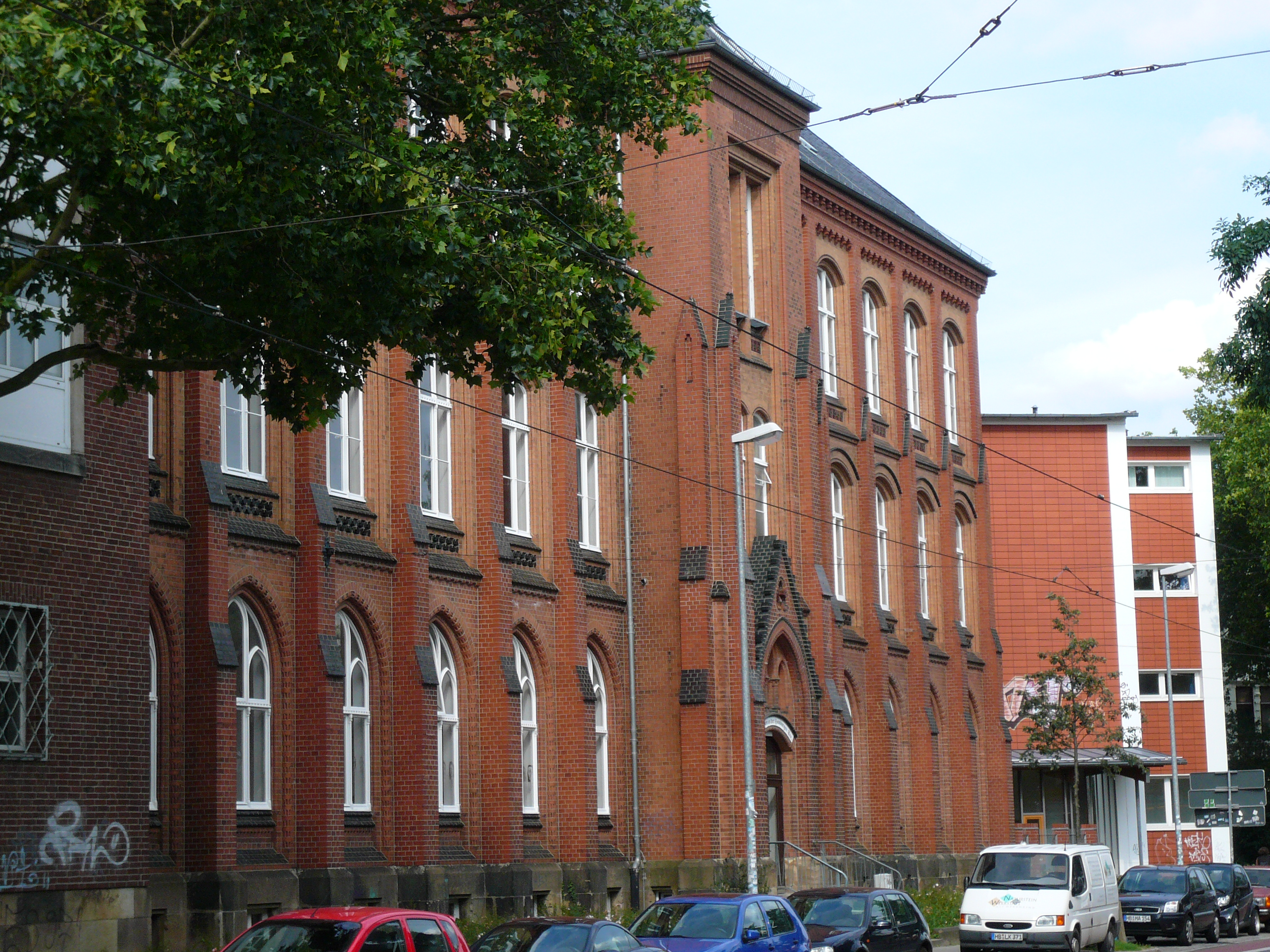
Gymnasium an der Hamburger Straße

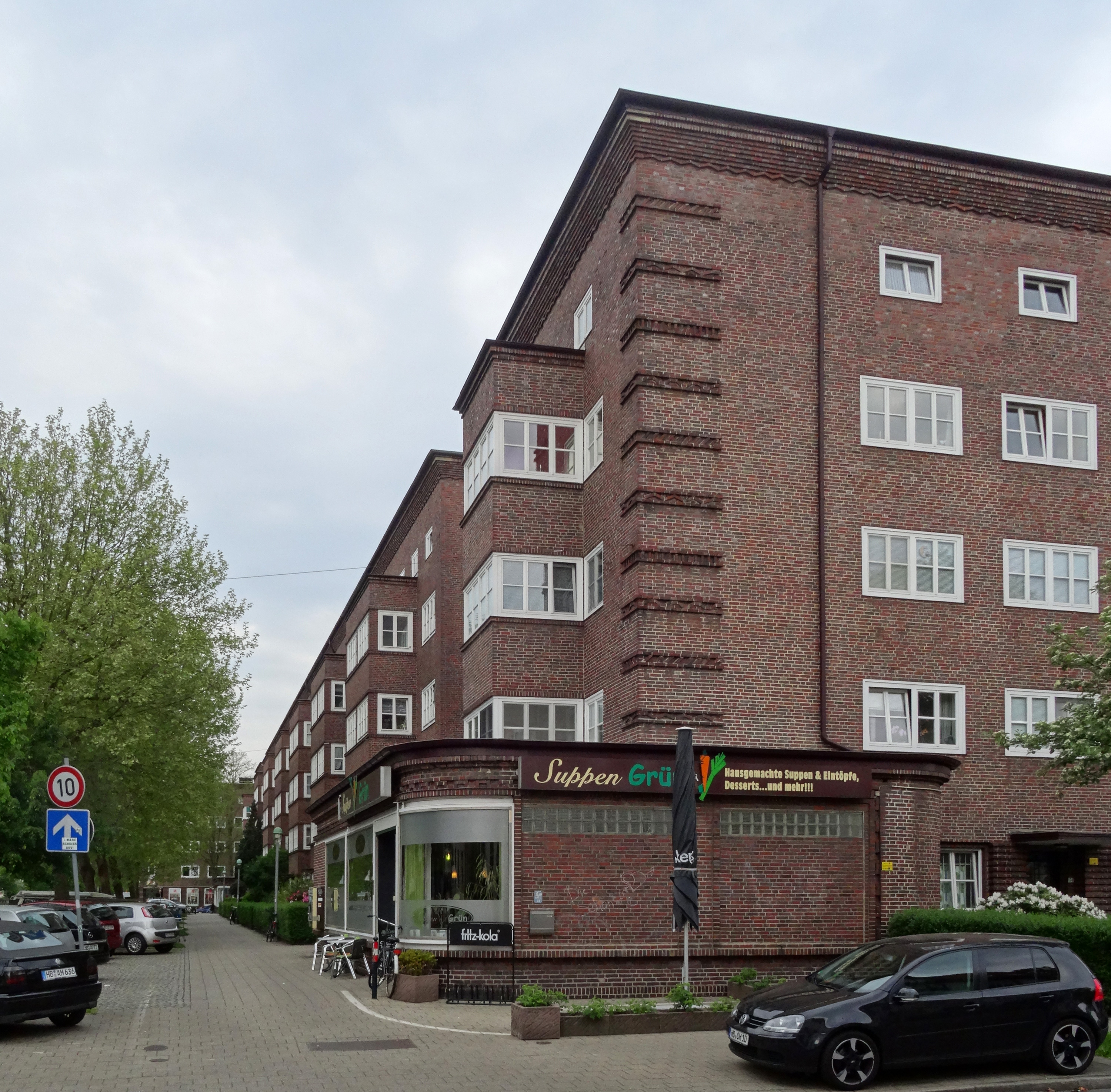
Wohnanlage Hamburger Straße

Die Hamburger Straße ist eine historische Straße in Bremen Stadtteil Östliche Vorstadt, Ortsteil Peterswerder. Sie führt in West-Ost-Richtung vom Vor dem Steintor zur Straße Auf der Hohwisch.
Sie gliedert sich in die Teilbereiche
- Vor dem Steintor bis zur Stader Straße und
- von der Stader Straße bis zur Straße Auf der Hohwisch.

Die Querstraßen und Anschlussstraßen wurden oft nach Städten benannt u. a. als Ostertorsteinweg, Sankt-Jürgen-Straße von 1862 nach einer Gaststätte, Lüneburger Straße, Rotenburger Str., Myrtenstraße von 1874 nach der Pflanze, Oranienstraße von 1874 nach der Orange, Brommy-Platz nach  Admiral Karl Rudolf Brommy, Hemelinger Str., Auf dem Peterswerder nach einer Flur mit Wiesen, Wunstorfer Str., Verdener Str., Wernigeroder Str., Nienburger Str., Treseburger Str., Clausthaler Str., Schierker Str., Weimarer Str., Stader Str., Herzberger Str., Poelzigstraße nach dem Architekten Hans Poelzig, Georg-Bitter-Straße, Auf der Hohwisch nach der Flur Hohwisch = hohe Wiese; ansonsten siehe beim Link zu den Straßen.

## Geschichte

### Name
Die Straße wurde nach der Freien und Hansestadt Hamburg benannt.

### Entwicklung
Die Ausdehnung von Bremen in Richtung Osten endete im 19. Jahrhundert am damaligen Deich. Dahinter lagen der Peterswerder und die Pauliner Marsch als Überflutungsgebiet. Durch den Bau des Osterdeiches, vollendet 1893, entstand zusätzliches Bauland. Hier wurde parallel zum Osterdeich die Hamburger Straße angelegt, die erstmals 1894 im Adressbuch erscheint.
1897 entstand in der Nachbarschaft zur Freischule Am Schwarzen Meer das Lehrerseminar an der Hamburger Straße, das bis 1926 bestand. Im Gebäude wurde 1922 eine Aufbauschule für Jungen eingerichtet. 1952 wurde daraus die Oberschule an der Hamburger Straße und schließlich das Gymnasium an der Hamburger Straße. Die Reformpädagogin Anna Schomburg gründete 1909 eine private höhere Schule, Hamburger Straße Nr. 8. 1946 wurde die Schule mit der Jansonschule vereinigt.
1925 war der südliche Teil der Straße vollständig bebaut, bis hin zum Botanischen Garten. Hingegen reichte die Bebauung der Nordseite nur bis zur Nienburger Straße.
Von 1928 bis 1932 wurden an der Hamburger Straße 222 bis 240 fünfgeschossige Gebäude mit Flach- oder Satteldach gebaut, zum Komplex gehören auch die zwei- bis viergeschossigen Gebäude Weimarer Straße 1 bis 5, Altenburger Straße 2 bis 24 und Stader Straße 54 bis 58.
Im Zweiten Weltkrieg gehörte die Östliche Vorstadt zu den nur sehr gering durch Bombenangriffe zerstörten Stadtteilen.

### Straßenbahn
Die Straßenbahn Bremen durchfährt die Straße mit der Linie 3 (Gröpelingen – Weserwehr).
Als 1900 die Pferdebahnlinie von Hastedt nach Walle elektrifiziert wurde, entstand auch ein eingleisiger Abzweig durch die Hamburger Straße bis zur Weserlust (heute Georg-Bitter-Straße). Diese wurde bald darauf bis zur Hohwisch (Betriebshof) verlängert. Seit der Einführung von Liniennummern 1908 (damals Linie 1 bis 8) wurde die Hamburger Straße immer von der Linie 3 befahren.
In den 1920er Jahren wurde die Straßenbahnstrecke zweigleisig ausgebaut: 1923 bis zur Blankenburger, 1924 bis zur Herzberger und 1927 bis zur Alfelder Straße. 1939 wurde die sie durch die Fleetrade bis zum Weserwehr verlängert. Im selben Jahr entstand eine eingleisige Strecke für den Veranstaltungsverkehr durch die Georg-Bitter-Straße, die seit den 1990er Jahren zweigleisig ist und immer noch so genutzt wird. Von 1963 bis 1975 wendete hier auch die Linie 10: vom Steintor kommend wie die Linie 2 bis zur Haltestelle Bennigsenstraße, danach durch Georg-Bitter-Straße zur Endstelle und zurück in Richtung Westen wie die Linie 3 über die Hamburger Straße.

## Gebäude und Anlagen
In der Straße stehen überwiegend zwei- bis dreigeschossige und im Osten viergeschossige Gebäude.
Bremer Baudenkmale
- Nr. 2 a-c: 3-gesch. Wohn- und Geschäftshäuser Lüneburger Ecke Hamburger Straße von 1895/96 mit einem prägenden Erkertürmchen an der Ecke zur Lüneburger Straße und einem weiteren Erker nach Plänen von Wilhelm Blanke[5]
- Nr. 10: 3-gesch. neugotisches Gymnasium an der Hamburger Straße von 1897 nach Plänen von Heinrich Flügel vom Hochbauamt Bremen; früher Volksschullehrerseminar und Aufbauschule[6]
- Nr. 222 bis 240: 5-gesch. Wohnanlage Hamburger Straße von 1928/29 durch den Gemeinnützigen Beamten-Wohnungsverein nach Plänen von Heinz Stoffregen und August Rudolf[7]

Erwähnenswerte Gebäude und Anlagen
Nordseite
- Nr. 6: 2-gesch. verputztes Wohn- und Geschäftshaus
- Nr. 10: Schule s. oben mit zwei Neubauten (1975) nach Plänen von Horst Rosengart
- Nr. 32: 2-gesch. Haus mit Restaurant Due Fratelli
- Nr. 34 bis 42: 2- und 3-gesch. verputzte Wohnhäuser
- Brommy-Platz mit Polizeirevier Steintor
- Nr. 44 bis 116: 2- und einige 3-gesch. verputzte Wohnhäuser, mehrere als Bremer Häuser
- Nr. 120: 3-gesch. verputztes Wohn- und Geschäftshaus der 1910/20er Jahre mit einem prägenden 4-gesch. Erkertürmchen an der Ecke zur Verdener Straße und einem 4-gesch. Giebelelement
- Nr. 124 bis 154: 2- und 3-gesch. verputzte Wohnhäuser
  - Nr. 154: 3-gesch. verputztes Wohn- und Geschäftshaus der 1910/20er Jahre mit einem prägenden 4-gesch. Erkertürmchen an der Ecke zur Nienburger Straße und einem 4-gesch. Giebelelement
- Nr. 194 bis 214: 5-gesch. verputzte Wohnhäuser von nach 1920
- Nr. 220: Apotheke
- Nr. 222 bis 240: s. oben
- Nr. 244 bis 260: 3-gesch. verputzte Wohnhäuser mit Satteldächern
- Ab Nr. 262: 4-gesch. verputzte Wohnhäuser mit Flachdächern als Zeilenbauten von nach 1960 in einer größeren Wohnsiedlung
  - Nr. 270: 5-gesch. verputztes Wohn- und Geschäftshaus als Eckhaus zur Georg-Bitter-Straße

Südseite
- Nr. 17 und 19: 2-gesch.verputzte Wohnhäuser
- Nr. 23: 1-gesch. historisierendes, verklinkertes Bremer Haus mit Mansarddach und starkem Gesims
- Nr. 29 A-E: 2-gesch. verklinkerte Wohn- und Geschäftshäuser
- Nr. 29 H: 2-gesch. verklinkertes Bremer Haus
- Nr. 45/47: 3-gesch. verputztes Bremer Haus mit mittleren Erker
- Nr. 55 bis 121: 1- bis3-gesch. verputzte Wohnhäuser bzw. Bremer Häuser
- Nr. 125 bis 135: 3- bis 4-gesch. verputzte Wohn- und Geschäftshaus
- Nr. 159 bis 291 Ecke Poelzigstraß: 2- bis 3-gesch.  Wohnhäuser, davon eine Reihe Bremer Häuser
  - Nr. 183 Ecke Treseburger Straße: 2-gesch. verputztes Wohn- und Geschäftshaus (Restaurant Roter Hahn) mit 3-gesch. Türmchen als Eckausbildung
  - Nr. 185 bis 195: 2-gesch. Bremer Häuser als Giebelhäuser
  - Nr. 251 bis 261: 2-gesch. Bremer Häuser mit seitlichen Giebelrisaliten
  - Nr. 263: 3-gesch. Giebelhaus
  - Nr. 263: 2-gesch. Giebelhaus
  - Nr. 265 Ecke Stader Straße: 5-gesch. verputztes Wohn- und Geschäftshaus von nach 1970
- Nr. 299 bis 321: 3-gesch. verputzte Wohnhäuser mit Satteldächern mit zum Teil Läden im Erdgeschoss von nach den 1960er Jahren

### Gedenktafeln
- Stolpersteine für die Opfer des Nationalsozialismus gemäß der Liste der Stolpersteine in Bremen:
  - Nr. 10 für Lotte Rosenwald (1923–1942), und für Günther Scheige (1921–1942) ermordet in Auschwitz.
  - Nr. 236 für Alfred Stöckmann (1908–1942), ermordet in der Landesheilanstalt Hadamar.
  - Nr. 263 für Selma Behrmann (1895–1944 in Theresienstadt).